# بورلی (روسیه)
بورلی (انگلیسی: Burly) یک شهرک در شهرستان گافوریسکی استان باشقیرستان کشور روسیه است.